# Коги
Коги је једна од савезних држава Нигерије. Налази се у централном делу земље, а главни град државе је град Локоја. 
Држава Коги је формирана 1991. године. Заузима површину од 29.833 km² и има 3.595.789 становника (подаци из 2005). 